# День весілля доведеться уточнити
«День весілля доведеться уточнити» (рос. «День свадьбы придётся уточнить») — радянський художній фільм 1979 року, знятий на Кіностудії ім. М. Горького.

## Сюжет
Потомствений металург і передовик виробництва Сергій зустрічається з веселою дівчиною Анною під час чергування в народній дружині. Аня одружена, але він закохується в неї і приводить додому до батьків, які, включаючи депутата і потомственого робітника батька Сергія, Шитова-старшого, не схвалюють його вибір. В раніше благополучній родині починаються конфлікти… Назріває конфлікт між рефлексуючою інтелігенцією (Аня) і суворою мораллю пролетаріату (Шитови).

## У ролях
- Євгенія Симонова —  Аня
- Борис Щербаков —  Сергій Шитов
- Микола Пастухов —  Петро Андрійович Шитов, батько Сергія
- Микола Денисов —  Роман, чоловік Ані
- Любов Полехіна —  Зіна, сестра Сергія
- Дальвін Щербаков —  Борис, чоловік Зіни
- Максим Плотников —  Максим, син Зіни і Бориса
- Тетяна Божок —  Світа
- Алевтина Румянцева —  Віра Григорівна Шитова, мати Сергія
- Володимир Віхров —  Віктор
- Юрій Чернов —  Толя Казутін
- Тетяна Ташкова —  Тетяна, подруга Толіка
- Степан Пучинян —  бігун

## Знімальна група
- Режисер-постановник — Степан Пучинян
- Автори сценарію — Валерій Тур,  Павло Фінн
- Оператори-постановники — В'ячеслав Єгоров,  Сергій Філіппов
- Композитор — Андрій Геворгян
- Художник-постановник — Арсеній Клопотовський
- Звукорежисер — Гліб Кравецький